# 9e compagnie de commandement et de transmissions de marine
La 9e compagnie de commandement et de transmissions de marine (9e CCTMa) appartient à la 9e brigade d'infanterie de marine.
Ex-9e compagnie de transmissions divisionnaire du 9e régiment de commandement et de soutien, elle était installée au quartier Mellinet à Nantes depuis 1986. Elle a rejoint le quartier d’Aboville à Poitiers en juillet 2010.
La compagnie est l'héritière du corps des télégraphistes coloniaux.
Elle est composée :
- d'une section quartier général ;
- de trois sections de raccordement (RAC 31, RAC 32, RAC 4) ;
- d'une section commandement.

## Commandants d'unité
- 1986-1987 : Capitaine Mevel
- 1995-1998 : Capitaine Christophe Follet
- 1998-2000 : Capitaine Sébastien Py
- 2000-2002 : Capitaine Patrice Bellon
- 2002-2004 : Capitaine Dennel Franck
- 2004-2006 : Capitaine Pascal Fernandez
- 2006-2008 : Capitaine Stéphane Lacour
- 2008-2010 : Capitaine Stéphane Méranthe
- 2010-2012 : Capitaine Michel Stachowski
- 2012-2014 : Capitaine Jérôme Cheyppe
- 2014-2016 : Capitaine Hugo Broban
- 2016-2018 : Capitaine David Le Dain
- 2018-2020 : Capitaine Romain Harnois
- 2020-2022 : Capitaine Gauthier Berthelin
- 2022-2024 : Capitaine Pierre Falzon
- 2024-2026 : Capitaine Pierre-Alain Berthier